# Вулиця Грушевського (Хмельницький)
Вулиця Грушевського в місті Хмельницькому розташована у центральній частині міста. Пролягає від вулиці Прибузької до вулиці Пушкіна.

## Історія
Прокладена згідно з планом забудови міста від 1824 р. й мала першу назву — Комерційна, яка пов'язана з тим, що вздовж вулиці були виділені земельні ділянки під забудову для заможних верств населення міста (переважно промисловців та купців, що займалися «комерцією»). Від 1921 р. вулиця носила ім'я діяча міжнародного комуністичного руху Рози Люксембург. У 1991 р. перейменована на честь М. Грушевського — історика, організатора української науки, політичного діяча. 

## Пам'ятки архітектури
До наших днів збереглися деякі особняки від забудови кінця XIX — поч. XX ст.:
- будинок № 68 (особняк 1905 р., нині — обласний літературний музей);
- № 74 (триповерховий житловий будинок 1927-28 років побудови, одна з перших споруд, збудованих у радянський час);
- № 84 (особняк промисловця Михайла Шильмана);
- № 90 (особняк графині Бінецької);
- № 95 (один із найоригінальніших особняків початку ХХ ст., тут у 1920-30 рр. перебував штаб 8-ї дивізії Червоного козацтва).

Окремо виділимо триповерховий будинок (Грушевського, 85), який відомий серед старожилів як «Будинок акторів». Побудований у 1930-х рр. для працівників культурно-освітніх установ. Тут, як свідчить встановлена меморіальна дошка, у 1946-65 рр. жив видатний композитор, диригент, один із перших заслужених артистів республіки Микола Іванович Радзієвський.

## Галерея

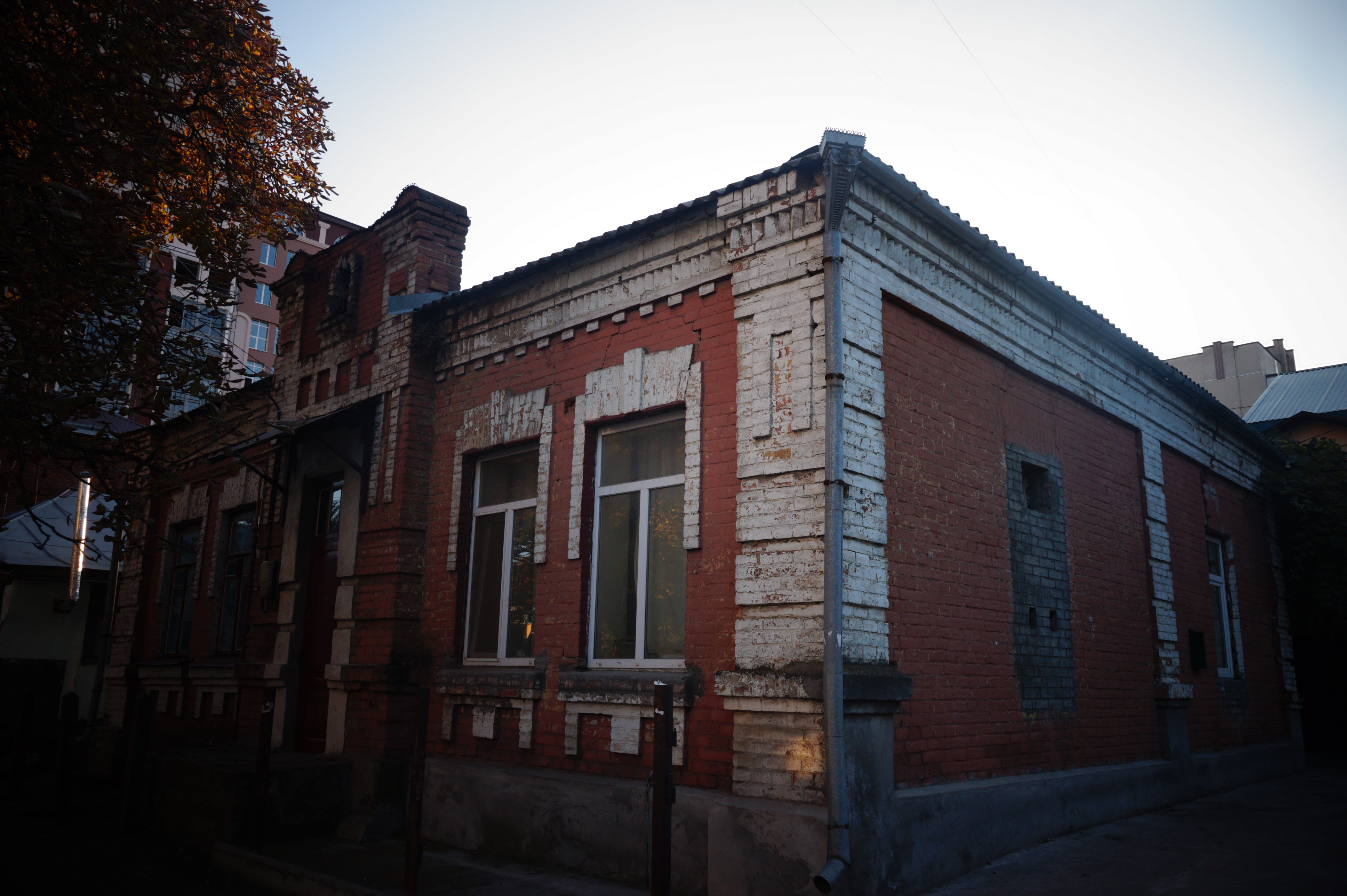
Старовинний будинок  (Грушевського, 30)
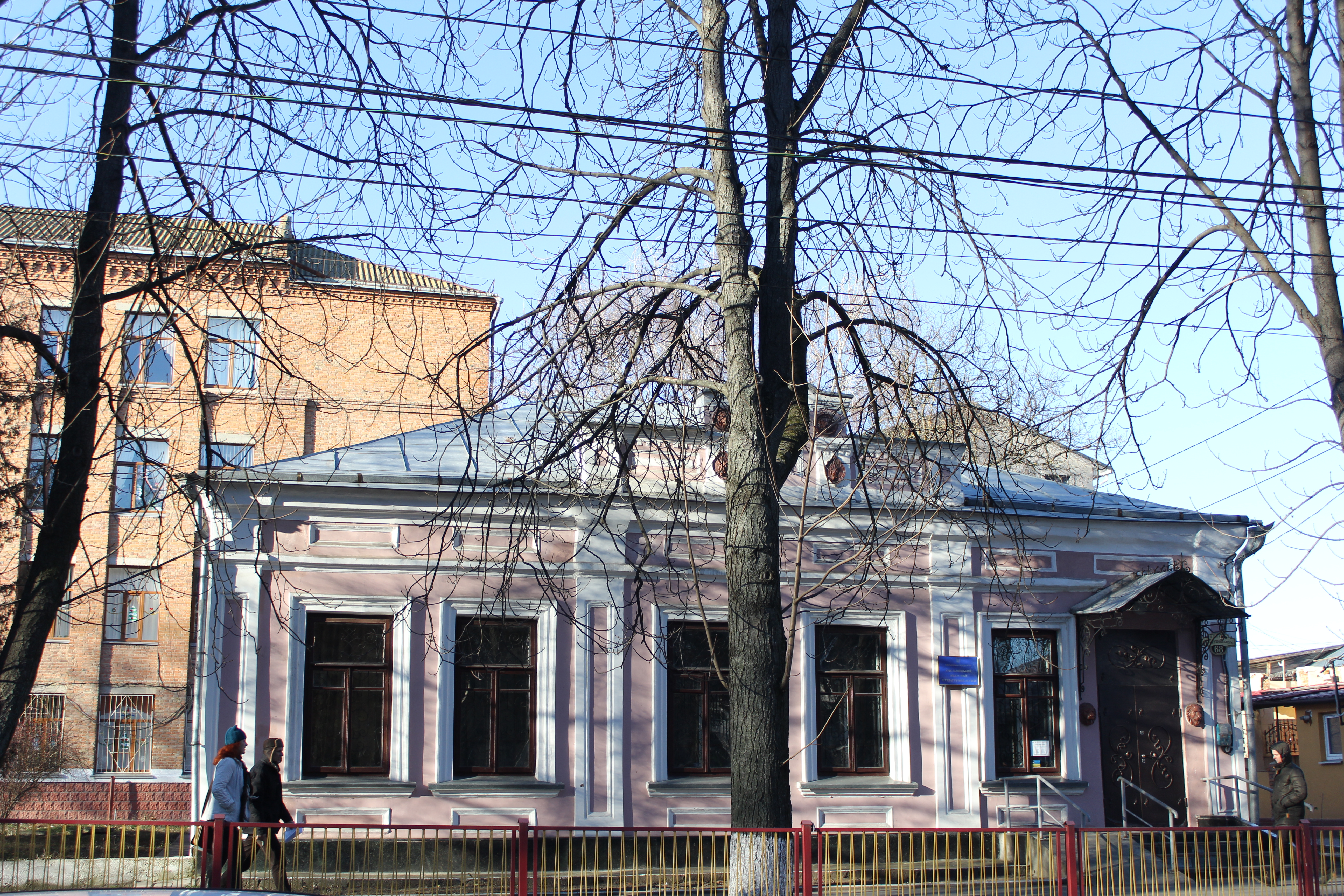
Обласний літературний музей
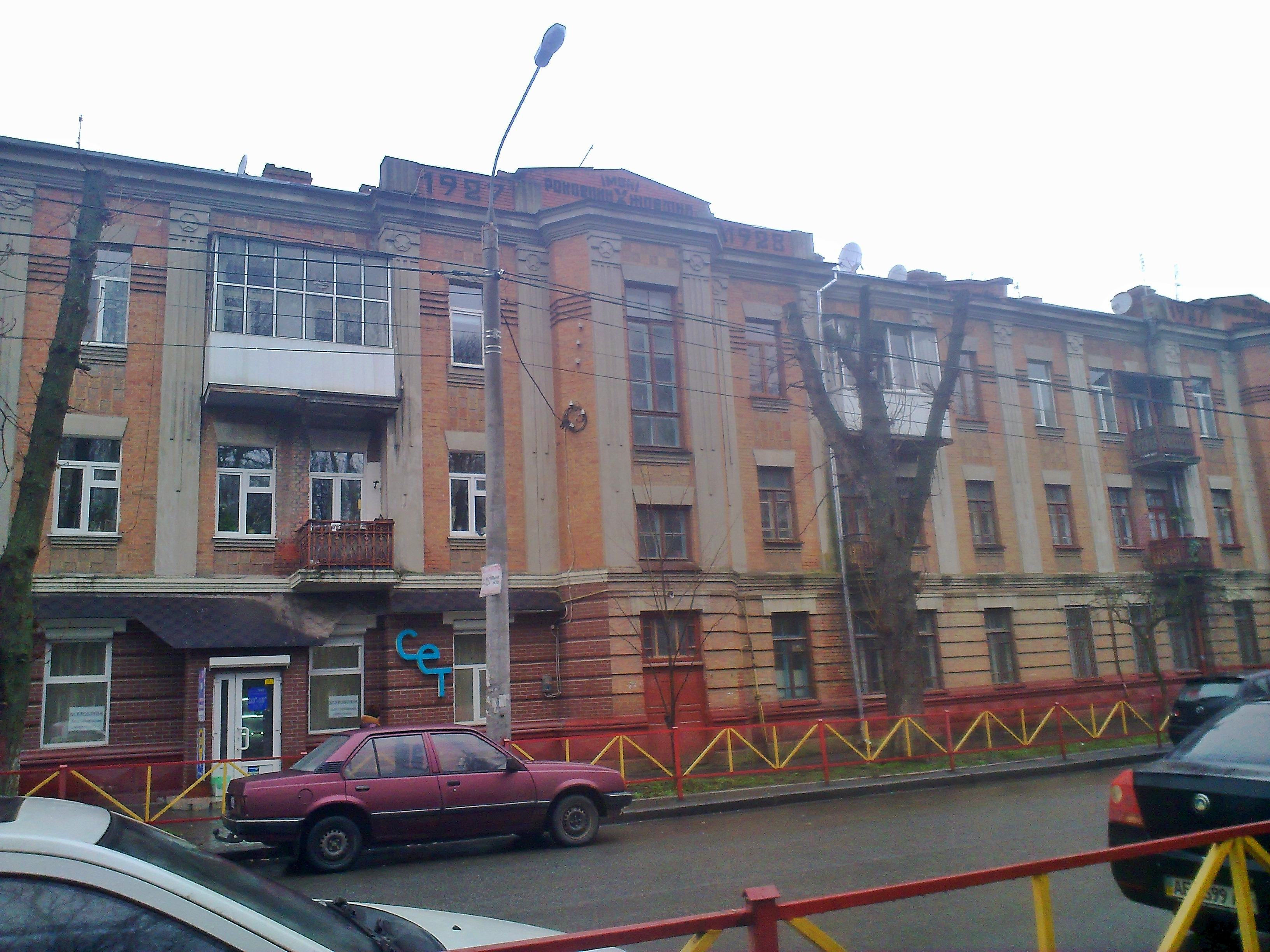
Грушевського, 74
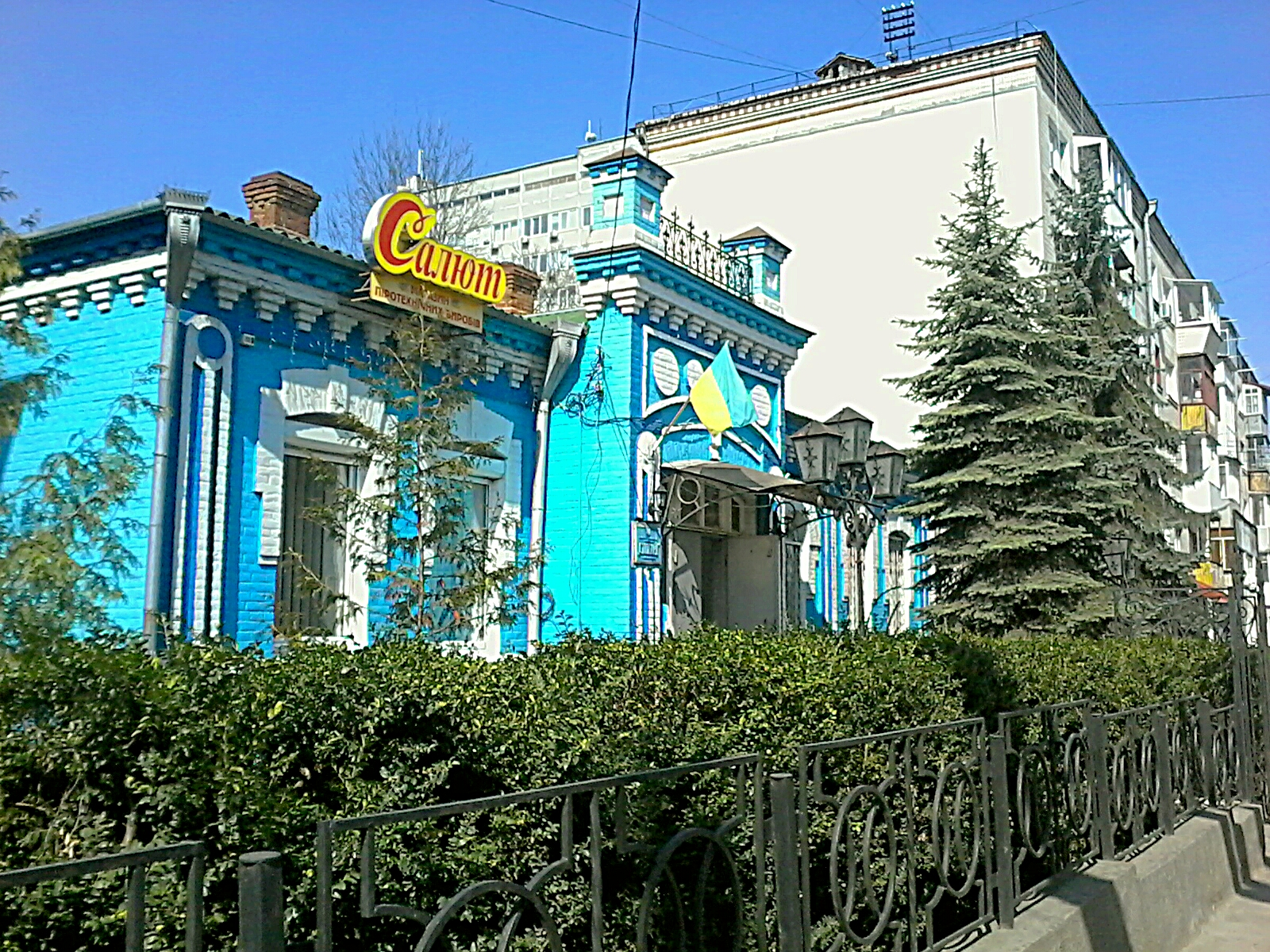
Особняк Шильмана, нині магазин піротехніки
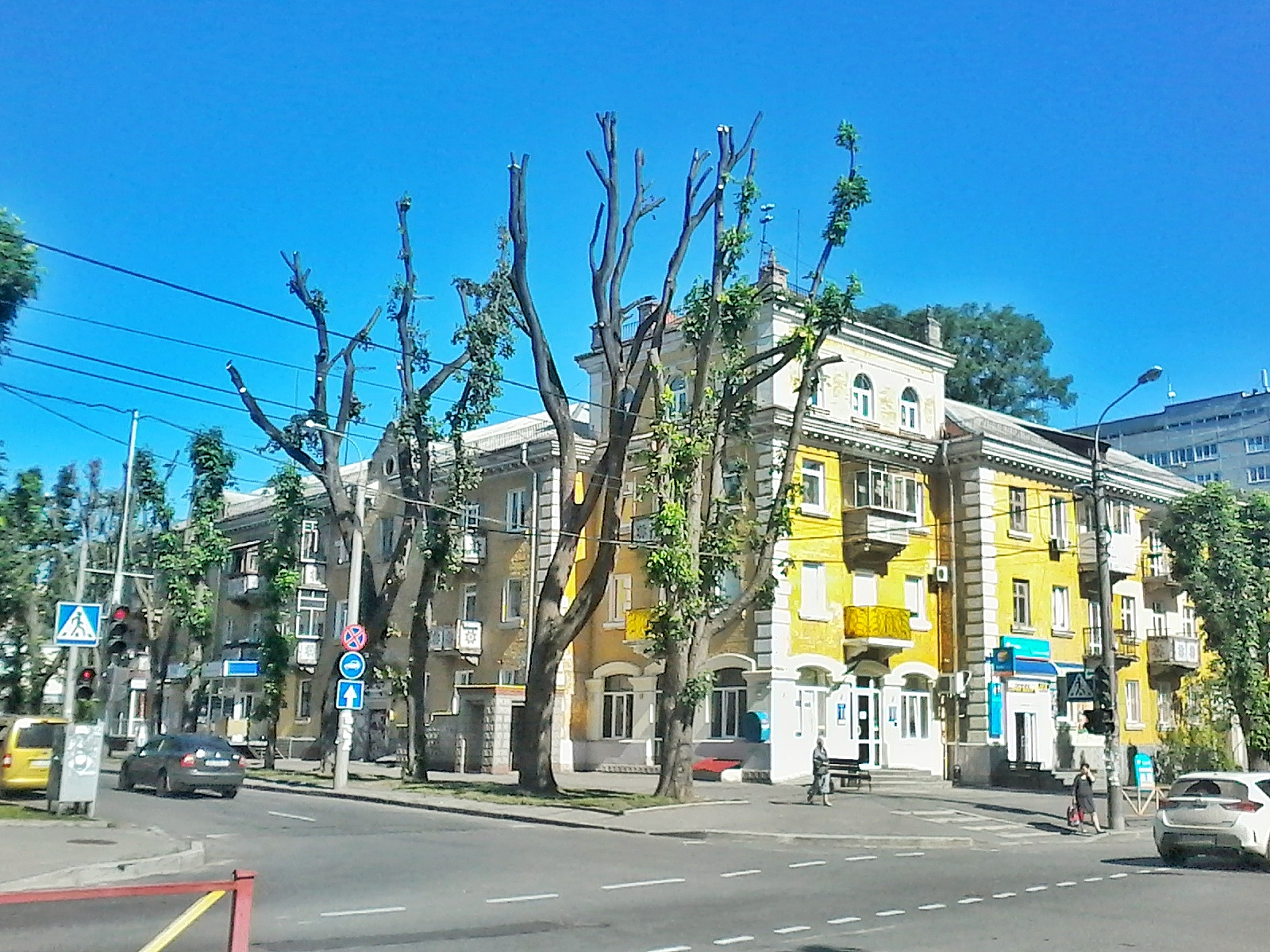
Перехрестя вулиць Грушевського та Володимирської
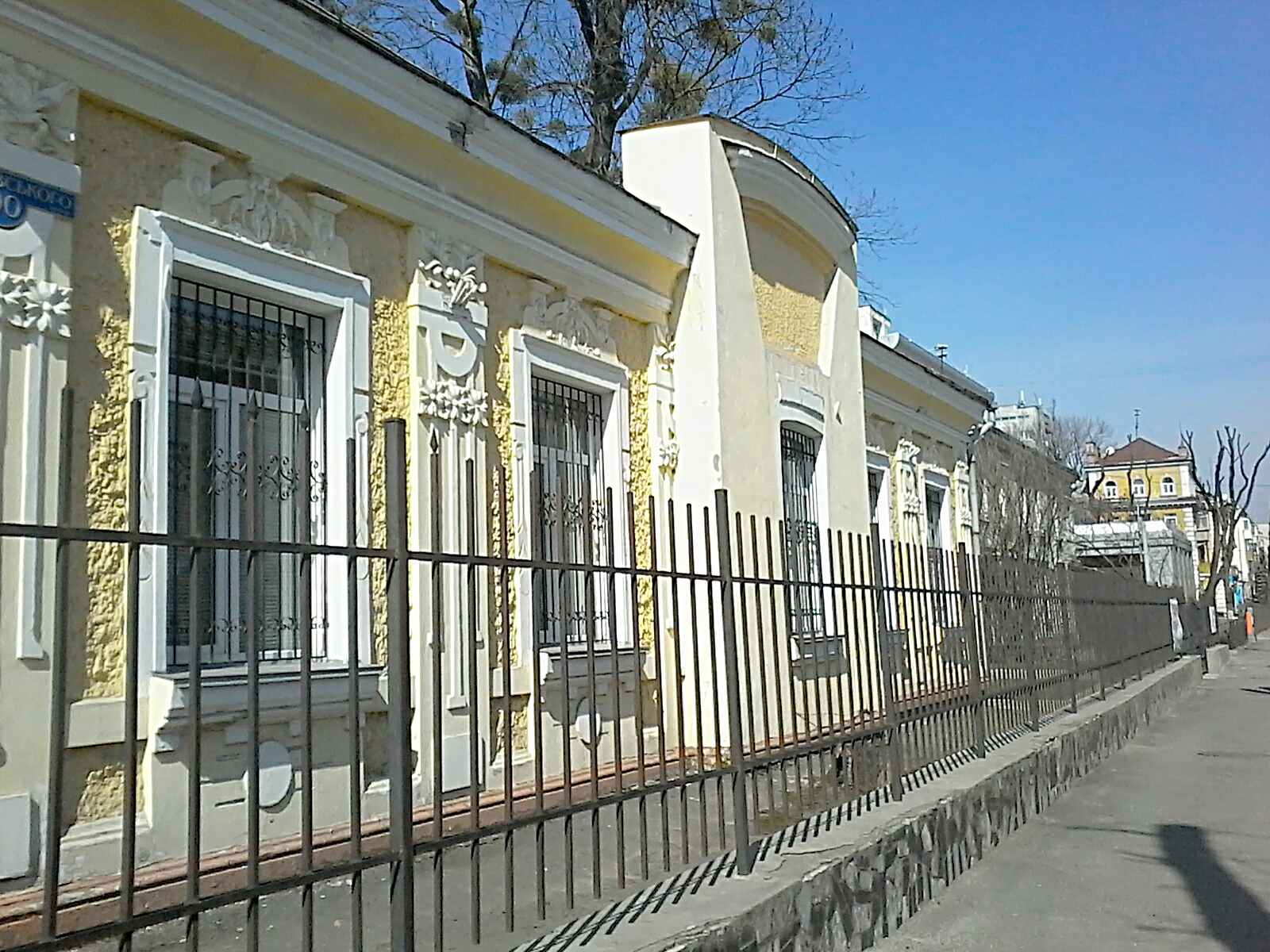
Особняк графині Бінецької
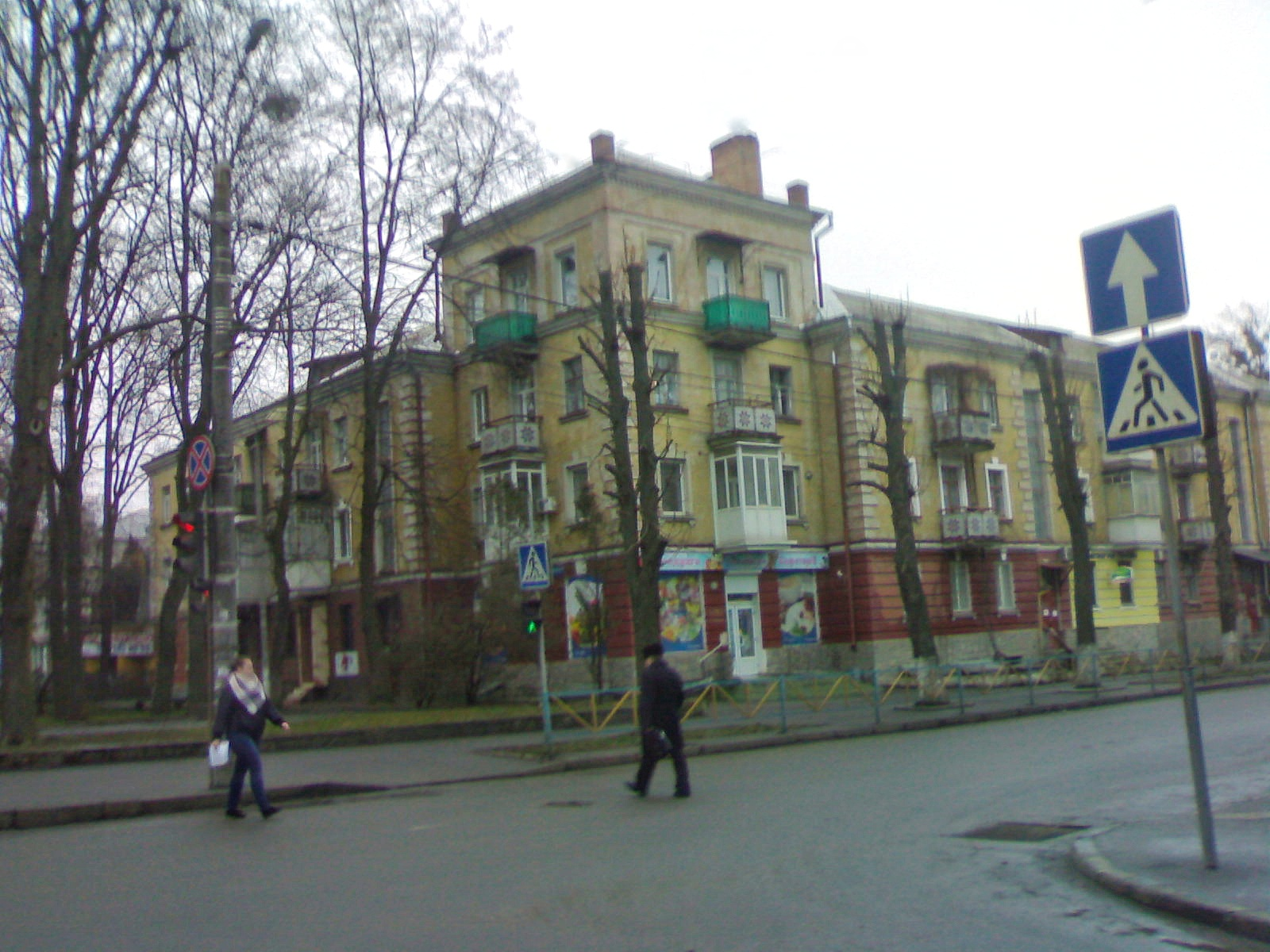
ДОС на перехресті вулиць Грушевського та Гагаріна
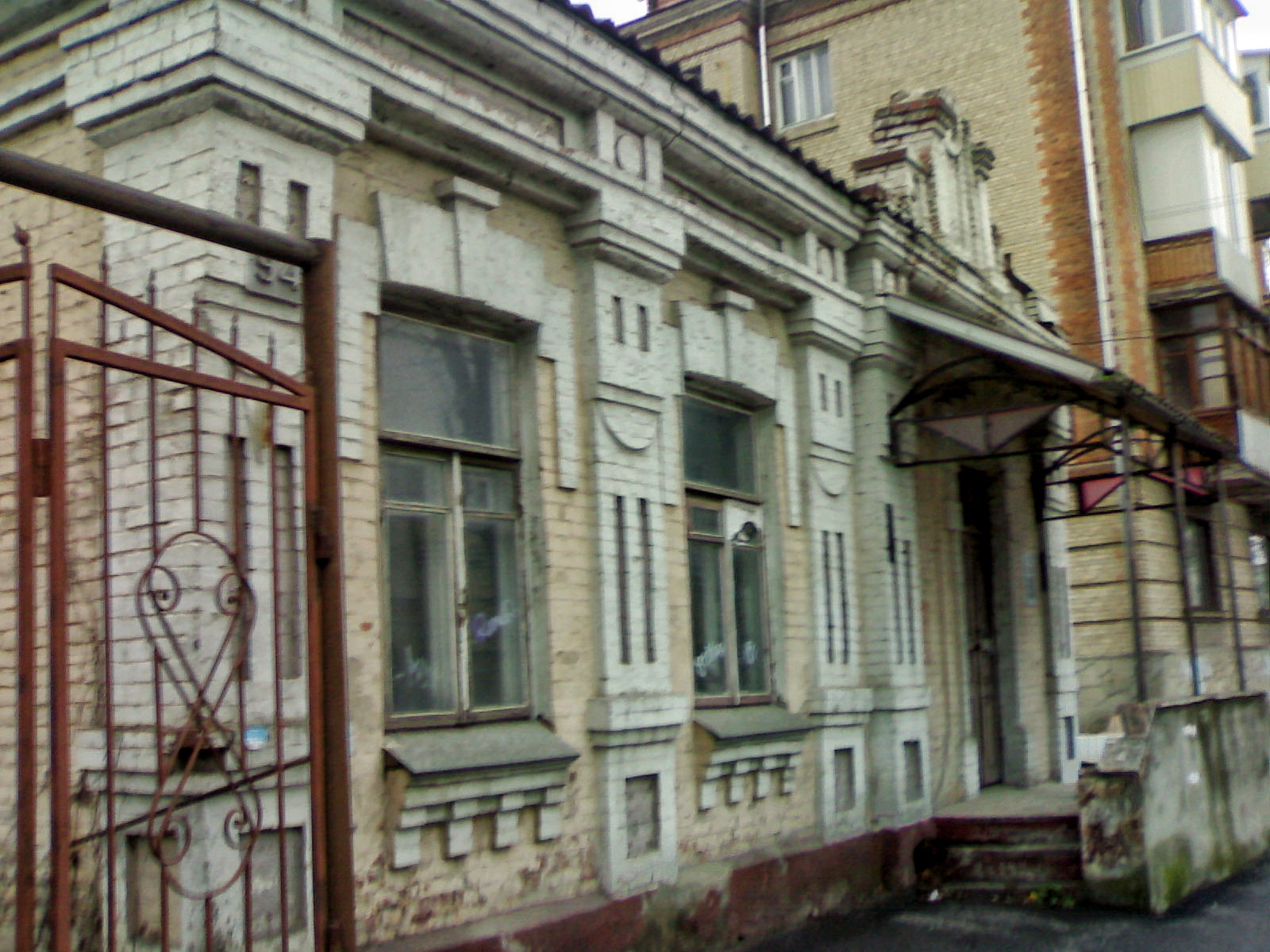
Старовинний будиночок
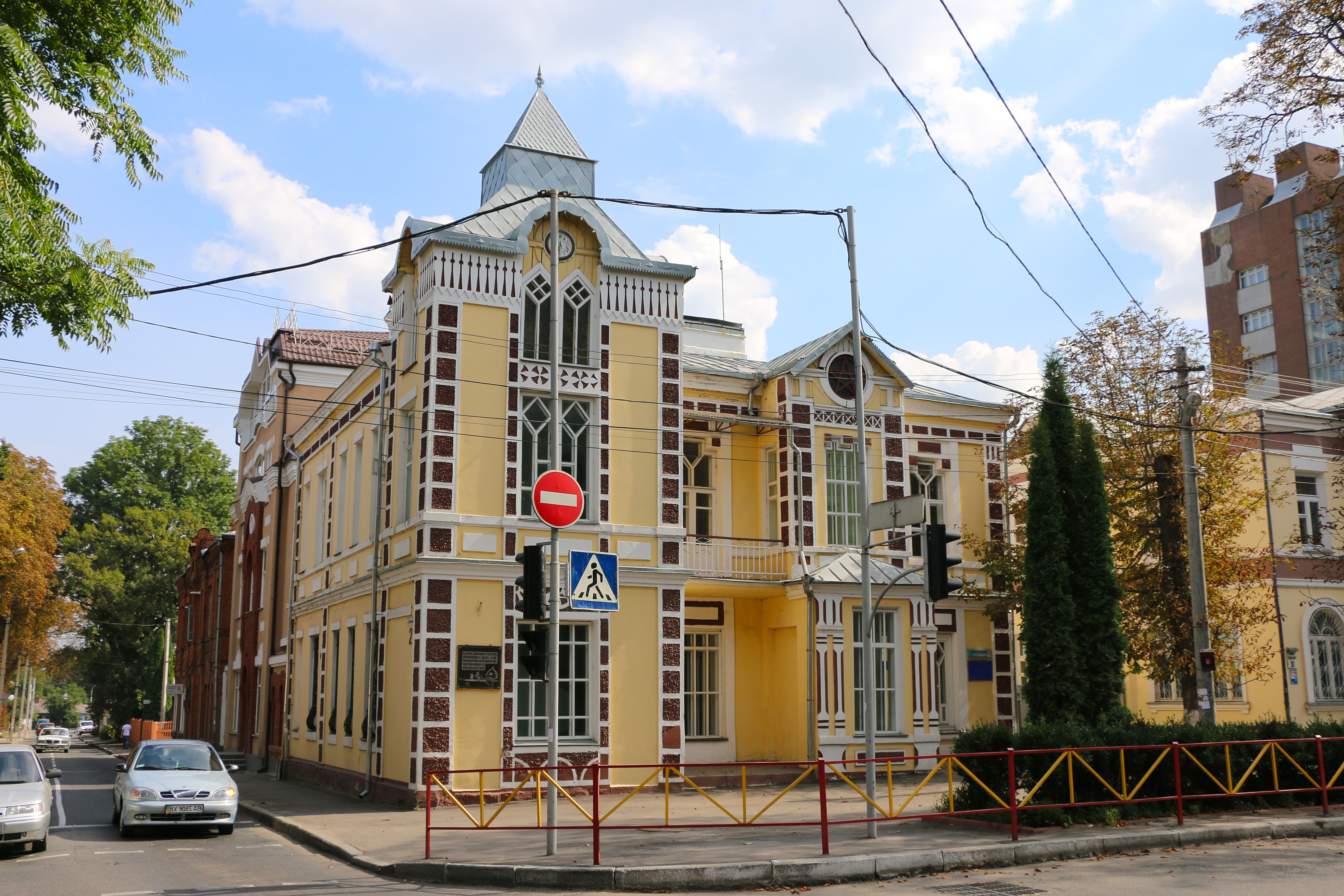
Особняк по вул.Грушевського 95
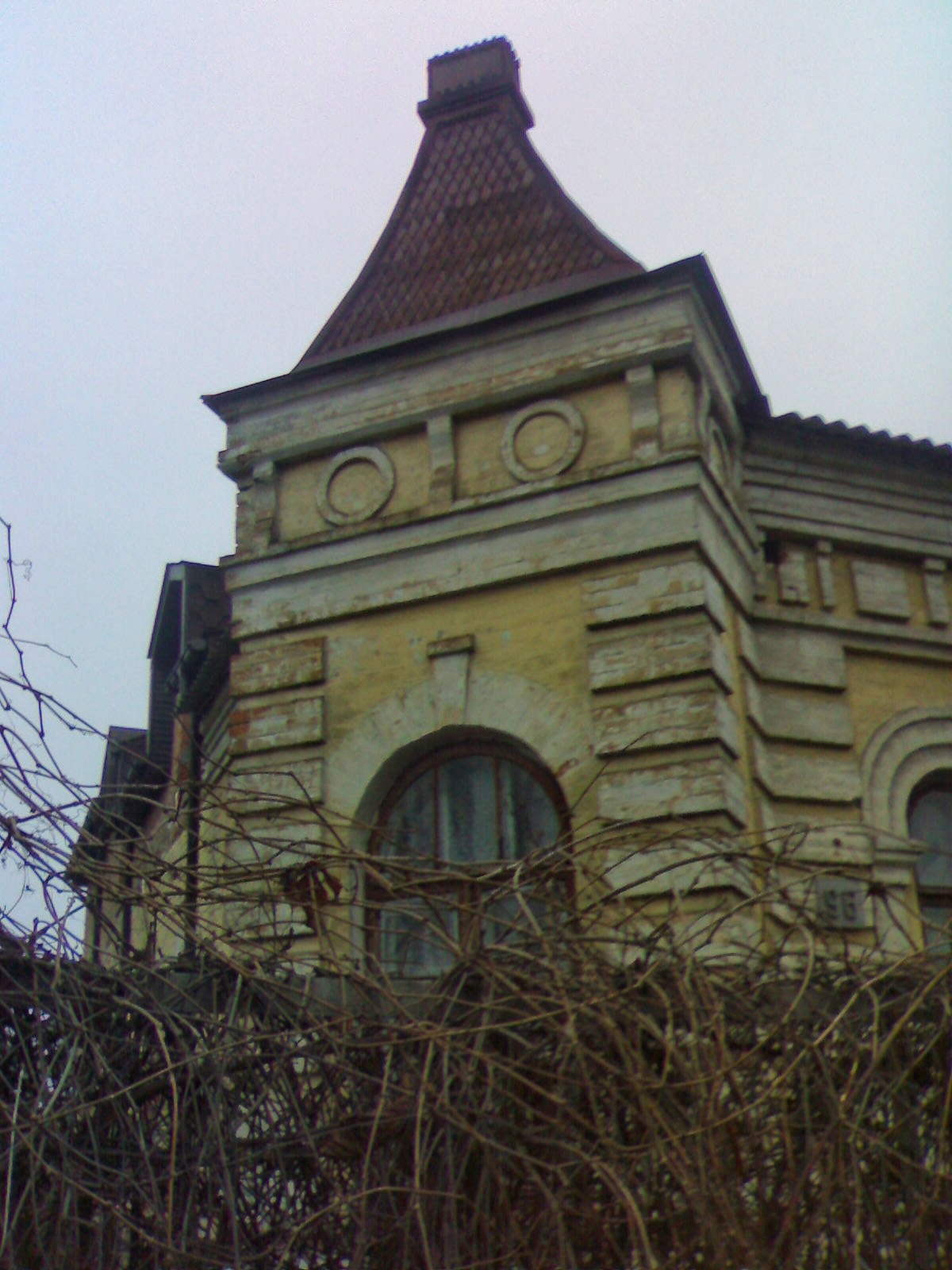
Вежа старого будинку
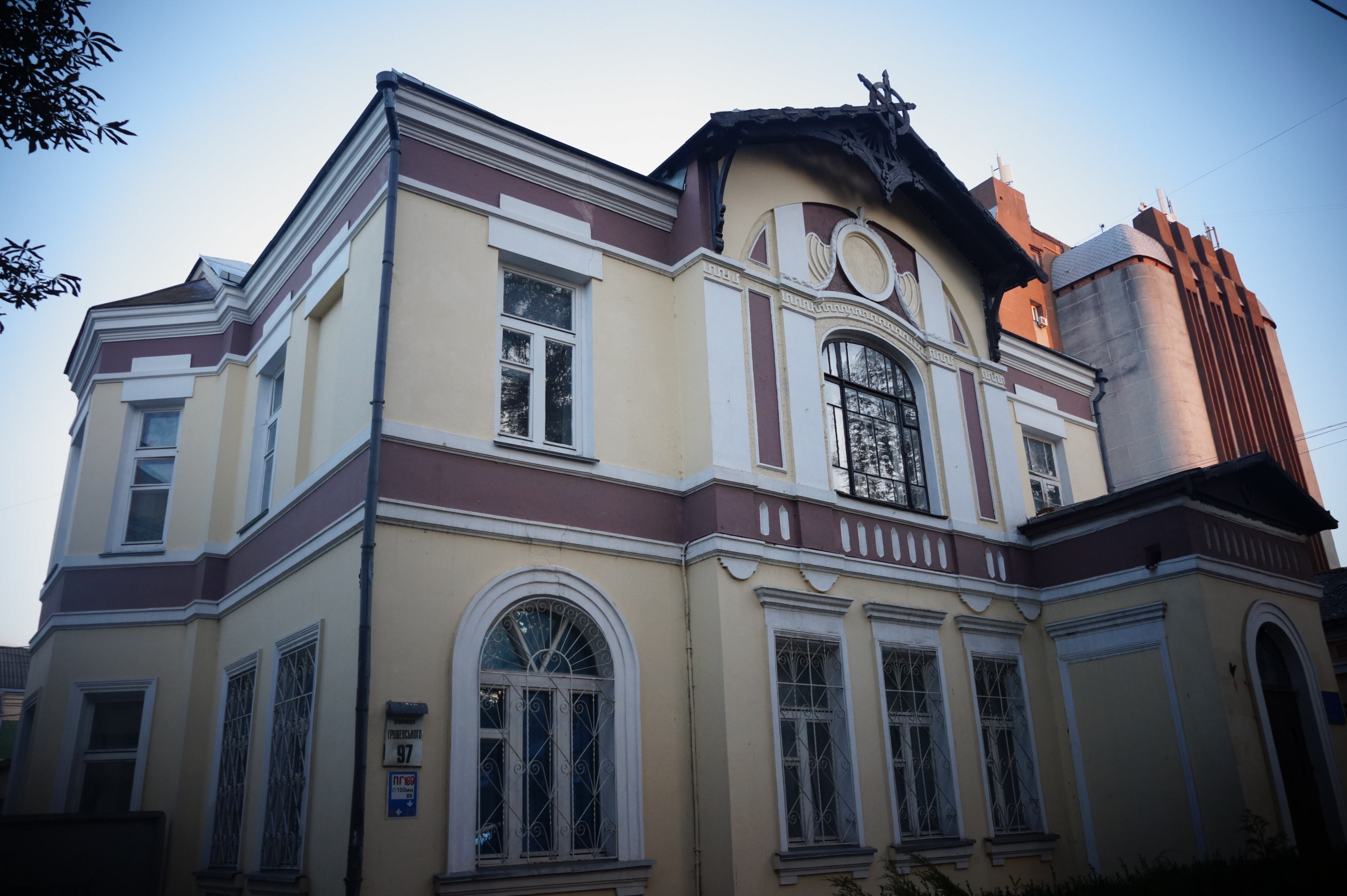
Грушевського, 97
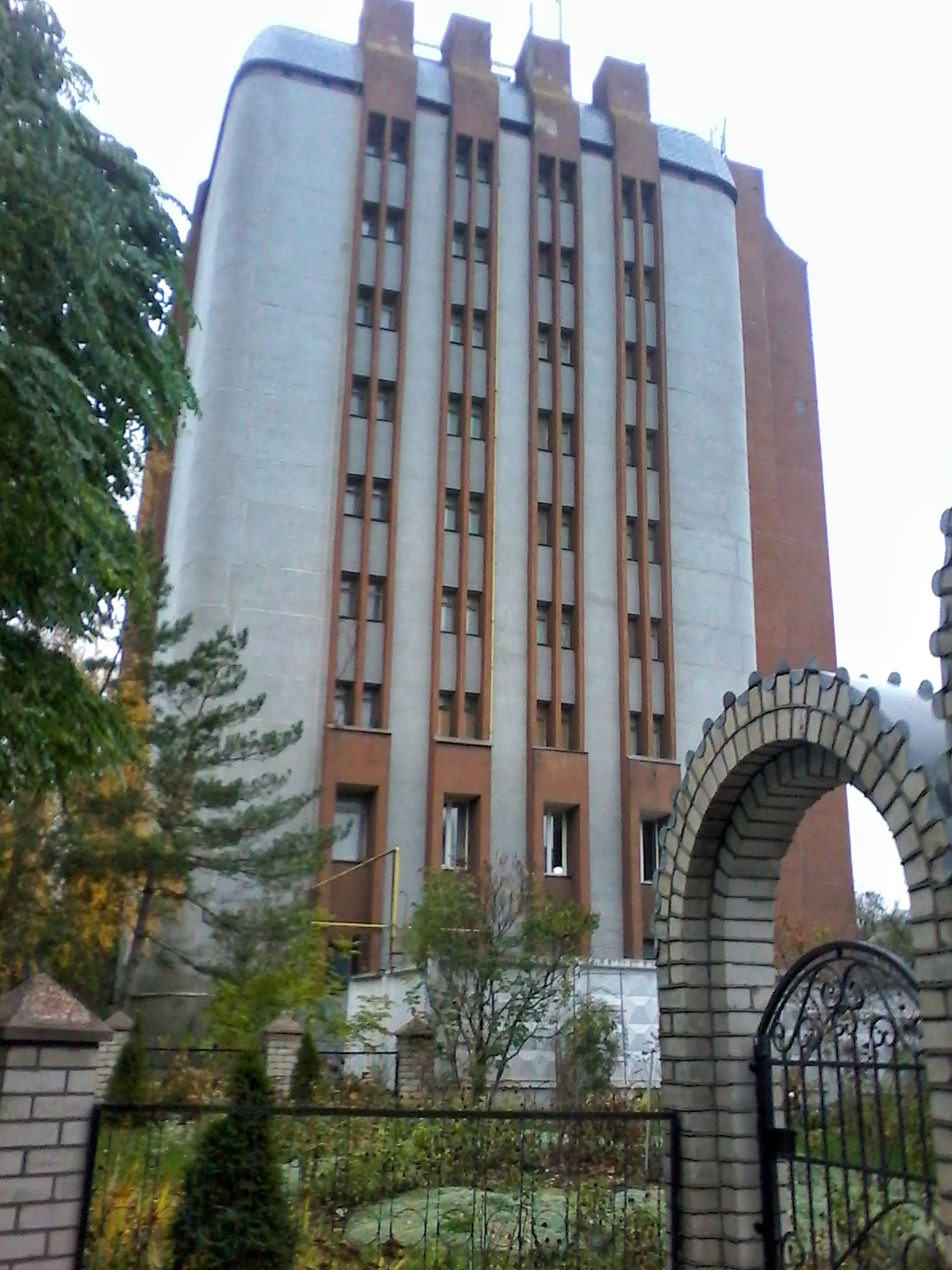
Державний архів Хмельницької області